# 古倩敏
古倩敏（英語：Ivy Koo，1963年6月6日—），早期又名古倩雯，香港作詞家、作曲家及唱作女歌手。

## 生平
1982年以古倩雯之名參加香港電台舉辦的該年度「城市民歌公開創作比賽」，以包辦曲、詞創作的歌曲吾鄉吾土獲得亞軍。
1986年畢業於香港理工學院。1988年曾以歌曲自然的脈搏獲得世界環境日流行曲創作賽冠軍（當時以改名為古倩敏）。熟悉法語，出道時曾寫法語歌，後來其名作之一失落於巴黎鐵塔下正包含法語歌詞。
1990年代，樂評人黃志華將她與另外三名香港女填詞人李敏、張美賢、梁芷珊並稱為「詞壇四小公主」。
2000年代曾轉型為唱作歌手。

## 作品

### 1983年
- 盧冠廷 - 此一生（詞）

### 1985年
- 陳美玲 - Crazy For You（詞）
- 陳美玲 - 神秘午夜（詞）

### 1986年
- 上山安娜 - Do You Wanna Dance（詞）
- 陳美玲 - 午夜告白（詞）
- 葉麗儀 - 無能為力愛你（詞）
- 葉麗儀 - 未寄出的信（曲）

### 1987年
- 張立基 - 酒樽裡的她（詞）
- 魏綺清 - 戀愛密探（曲、詞）
- 葉麗儀 - 抺掉你的吻（曲、詞）
- 葉麗儀 - 中東之夜（曲）
- 顏福偉 - 愛情獨幕劇（詞）（與林夕合作）

### 1988年
- 古倩敏 - 若有緣份（1988年度亞洲太平洋歌唱比賽創作歌曲組參賽歌曲，曲、編）

### 1989年
- 陳美玲 - 讓最好留給回憶（詞）

### 1992年
- 陳松伶 - 我今天愛著誰（曲、詞）
- 黃寶欣 - 唇旁的餘溫（詞）

### 1993年
- 黎　明 - 不可推搪（詞）
- 黎　明 - 心愛（詞）
- 黎　明 - 寂寞的古堡（詞）
- 黎　明 - 愛情影畫戲（詞）
- 黎　明 - 情像雨飄泊（詞）
- 黎　明 - 春夏秋冬（詞）

### 1994年
- 吳奇隆 - My Summer Dream（粵）（詞）
- 周慧敏 - 異國的下午（詞）
- 周慧敏 - 情人夢都市（詞）
- 周慧敏 - 平凡人的夢（詞）
- 林子祥 - 小屋的風雨（詞）
- 馬浚偉 - 情人的小說（詞）
- 張衛健 - 夜雪（詞）
- 張衛健 - 鐵路戀曲（詞）
- 葉蒨文、劉德華 - 眼中的希望（曲）
- 黎　明 - 藍色街燈（詞）
- 黎　明 - 送妳一瓣的雪花（詞）
- 黎　明 - 如果......（詞）
- 黎　明 - 世界的心跳（詞）

### 1995年
- 伍詠薇 - 失落於巴黎鐵塔下（曲、詞）
- 陳慧嫻 - 月夜的隨想（詞）
- 劉雅麗 - 人間有情（曲）
- 蘇有朋 - 飛鳥的天地（詞）
- 蘇有朋 - 秋天的最愛（曲、詞）
- 葉蒨文 - 你不會內疚（曲、詞）
- 葉蒨文 - 若有緣份（曲、詞）
- 鄭伊健 - 只會因你唱（詞）

### 1996年
- 王傑 - 黑色笑話（詞）
- 王傑 - 能否不想你（詞）
- 王傑 - 某些改變（詞）
- 伍詠薇 - 我在夢中給你打電話（曲、詞）
- 周慧敏 - C'est la Vie（曲、詞）
- 張學友 - 微塵（曲、詞）
- 葉蒨文 - 知心（曲、詞）
- 鄭中基 - 你的眼睛背叛你的心（曲、詞）
- 鄭中基 - 眼睛早已背叛你（曲、詞）
- 鄭中基 - 玩笑（詞）
- 陳慧嫻 - 禮物（曲）
- 陳慧嫻 - 愛亦要捨棄（曲）

### 1997年
- 李　度 - 香水（曲、詞）
- 馬浚偉 - 雪在飄（詞）
- 張學友 - 不老的傳說（詞）
- 張學友 - 一些感覺（曲、詞）
- 張學友 - 冷靜（曲、詞）
- 張學友 - 紐約的司機駕著北京的夢（曲、詞）
- 張學友、陳嘉露 - 花與琴的流星（詞）
- 陳慧琳 - 掌握（詞）
- 陳潔儀 - 愛情在那天開始（曲、詞）
- 陳潔儀 - 等了又等（粵）（詞）
- 陳曉東 - 最佳聽眾（曲、詞）
- 葉蒨文 - 自強不息（詞）
- 鄭中基 - 人若然忘記了愛（曲、詞）
- 鄭中基 - 如果沒有你在身邊的時候（曲、詞）
- 鄭中基 - 甜酸苦辣（曲、詞）
- 鄭中基 - 卸不下的行李（曲、詞）
- 黎　明 - 便當（詞）
- 蘇慧倫 - 腳踏車（曲）

### 1998年
- 李蕙敏 - 有了答案（詞）
- 林佳儀 - 如果星星問（詞）
- 林佳儀 - 佔線當中（詞）
- 张学友 - 釋放自己（詞）
- 張學友 - 安了心（曲、詞）
- 許志安 - 心情開放日（詞）
- 陳浩民 - 取一念（詞）
- 陳浩民 - 寵物小精靈（詞）
- 陳慧嫻 - 畫一度掌紋（曲、詞）
- 陳慧嫻 Feat. 雷頌德 - 你留低的信（曲、詞）

### 1999年
- 李聖傑 - I've Been Waiting For This（詞）
- 李蕙敏 - 懂得（曲）
- 李蕙敏 - 愛無可替代（曲）
- 高慧君 - Asking For The Moon（曲、詞）
- 张学友 - 你是我的春夏秋冬（詞）

### 2000年
- 古倩敏 - 一起愛，一起老（曲、詞）
- 古倩敏 - One Letter A Day（曲、詞）
- 古倩敏 - 將最好的留住（曲、詞）
- 古倩敏 - 為何要繼續愛（曲、詞）
- 古倩敏 - Say You Need Me Now（曲、詞）
- 古倩敏 - 漂亮的距離（曲、詞）
- 古倩敏 - 只愛這香蕉（曲、詞）
- 古倩敏 - One Letter A Day（曲、詞）
- 古倩敏 - Keeping All The Best Of You（曲、詞）
- 張學友 - 能捨便得到（曲）
- 林　凡 - Old Phone Book（曲、詞）

### 2004年
- 张学友 - 給朋友（詞）
- 張學友 - 搖瑤（詞）
- 古倩敏 - You can be beautiful too(曲、詞)

### 2005年
- 古倩敏 - 別看我只是一隻羊（曲、詞）
- 張學友 - 感覺來了（曲）
- 張學友 - 決定（曲）
- 雪狼湖群星 - 大舞曲（曲）

### 2008年
- 張學友 - 你可以為這個世界付出更多（曲、詞）

### 2022年
- 陳潔儀 - 遠去那個他（詞）

## 資料來源
1. ↑  朱耀偉. . . 香港: 中華. 2019: 104–105. ISBN 978-988-8573-63-9.
2. ↑  . 華僑日報. 1988-05-29: 第三張第一頁  [2022-10-22].
3. ↑  朱耀偉. . 香港浸會大學香港流行歌詞硏究計劃. 1997: 564–586.
4. ↑  楊漢倫; 余少華.  初版. 香港: 匯智. 2013: 20. ISBN 9789881645678.
5. ↑  . 新浪网. 2002-07-09  [2023-02-24]. （原始内容存档于2003-05-27） （中文（中国大陆））.

- 90－95粵語歌曲唱片目錄（页面存档备份，存于）
- 一个以心去写作的制作人——古倩敏（页面存档备份，存于）